# Semiothisa versitata
Semiothisa versitata là một loài bướm đêm trong họ Geometridae.